# Pionium
Pionium – atom egzotyczny złożony z dwóch pionów, dodatniego i ujemnego (π+π−).
W starszej literaturze nazwę pionium stosowano czasem do atomu πμ, czyli atomu egzotycznego złożony z pionu (zastępuje proton) i mionu (zastępuje elektron). Jest on pierwszym odkrytym atomem egzotycznym składającym się tylko z cząstek nietrwałych, nie występujących w zwykłej materii. Może powstać w rozpadzie kaonu {\displaystyle K_{L}^{0}\to \pi ^{-}+\mu ^{+}+\nu _{\mu }} lub {\displaystyle K_{L}^{0}\to \pi ^{+}+\mu ^{-}+{\bar {\nu _{\mu }}}}.
Nazewnictwo atomów egzotycznych nie było ściśle ustalone, więc słowo „pionium” mogło też oznaczać stan związany pionu i elektronu.